# 杨栖梧
楊棲梧（?—?），字、號、生平皆不詳。
唐肅宗時，曾登書判拔萃科。代宗廣德二年（764年）甲辰科狀元，主考官是礼部侍郎萧昕。《全唐文》收其《對舍嫡孫立庶子判》一文。